# Thomas Lowther (2e baronnet)
Thomas Lowther, 2e baronnet (20 avril 1699 - 23 mars 1745) est un propriétaire britannique habitant à Marske Hall, dans le Yorkshire.

## Biographie
Il est le fils unique de William Lowther, 1er baronnet et de Catherine Preston.
Le 2 juillet 1723, il épouse Elizabeth Cavendish, fille de William Cavendish (2e duc de Devonshire), et a un fils: 
- William Lowther (3e baronnet) (1727-1756)

On pense qu'il est probablement le légataire de James Lowther (4e baronnet), et son alcoolisme a été dissimulé à James par le reste de la famille, de peur qu'il ne soit déshérité. En fin de compte, James lui survit plus d’une décennie.